# Gempylus serpens
Gempylus serpens is een straalvinnige vissensoort uit de familie van de slangmakrelen (Gempylidae). De wetenschappelijke naam van de soort is voor het eerst geldig gepubliceerd in 1829 door Cuvier.